# OFC Pacific Cup
Pacific Cup – nieistniejące już rozgrywki piłkarskie w Oceanii organizowane przez OFC (ang. Oceania Football Confederation) dla zrzeszonych reprezentacji krajowych.

## Historia
Zapoczątkowany został w 2002 roku przez OFC jako Oceania U-16 Development Tournament. W turnieju uczestniczyły reprezentacje Australii, Fidżi, Nowej Kaledonii, Nowej Zelandii, Papui-Nowej Gwinei, Samoa, Samoa Amerykańskiego, Tongi, Vanuatu, Wysp Cooka i Wysp Salomona. Rozgrywki zostały rozegrane na stadionach Australii. 11 drużyn najpierw podzielono na dwie grupy, a potem czwórka najlepszych drużyn systemem pucharowym rozegrała mecze o tytuł mistrza oraz miejsca na podium, również drużyny z trzecich miejsc walczyły o końcowe 5 miejsce, z czwartych miejsc rozgrywały mecz o 7 miejsce itd. Pierwszy turniej wygrała reprezentacja Australii.
W 2012 OFC planowała zorganizować kolejną edycję Pacific Cup. Do udziału zgłosiło się 5 najlepszych drużyn, które grały w turniejach piłkarskich na Igrzyskach Pacyfiku oraz reprezentacja Nowej Zelandii. Danych o wynikach turnieju brak.

## Finały
| 2002 Szczegóły | Australia | Australia | 4 : 0 | Vanuatu | Wyspy Salomona | 5 : 0 | Nowa Zelandia | 11 |
| 2012 Szczegóły |           |           |       |         |                |       |               | 6  |

## Statystyki
| Lp. | Drużyna   | Mistrz | Wicemistrz | Lata triumfów |
| --- | --------- | ------ | ---------- | ------------- |
| 1.  | Australia | 1      | 0          | 2002*         |
| 2.  | Vanuatu   | 0      | 1          |               |

* = jako gospodarz.